# 호나우두 호드리게스 드 제수스
호나우두 호드리게스 드 제수스 (1965년 6월 19일 ~ )는 브라질의 전 축구 선수이다.

## 통계
| 브라질 | 브라질 | 브라질 |
| 연도   | 출전   | 골     |
| ------ | ------ | ------ |
| 1991   | 1      | 0      |
| 1992   | 5      | 0      |
| 1993   | 1      | 0      |
| 1994   | 0      | 0      |
| 1995   | 7      | 1      |
| 합계   | 14     | 1      |